# Jan Wijga
Jan Wijga (Jelsum, 13 december 1902 - Eindhoven, 10 december 1978) was een Nederlands grafisch ontwerper, (reclame)tekenaar en illustrator.
Wijga was een zoon van botermaker Pieter Wijga en Doutje Huitenga. Jan groeit op in Jelsum. In 1915 vertrekt het gezin Wijga naar Amsterdam, waar vader Pieter koopman wordt. In 1921 is Jan kantoorbediende als hij opgeroepen wordt voor militaire dienst. 
Na zijn diensttijd volgt hij een opleiding aan het Instituut voor Kunstnijverheidsonderwijs, de latere Gerrit Rietveld Academie en aan het Tekeninstituut 'Piersma' in Amsterdam. Hij ontwikkelt zich tot reclame-tekenaar. In 1927 verschijnt van zijn hand een reclameplaat van de firma J.C. Boldoot. Volgens   Het Volk "niet bepaald een specimen van moderne reklame, maar wel lief en charmant, dat Biedermeyermeisje temidden van bloesems..."
In maart 1928 brengt de  Koninklijke Luchtvaartmaatschappij voor Nederland en Koloniën een reclameplaat van Wijga uit met het welbekende "Vliegende Hollander" thema. Op deze plaat is een Fokker F.VIII te zien met het schip op de achtergrond en de tekst 'Eens Legende - thans Werkelijkheid'. Ditzelfde thema is nog diverse malen en in vele talen door de KLM gebruikt, met steeds modernere vliegtuigen.
Wijga maakt in de volgende jaren reclame-drukwerk voor o.a. de internationale tentoonstelling 'De Suiker' (1931), de spoorwegtentoonstelling 'De Trein 1839-1939' (1939), de  Amstel- en  Oranjeboom-bierbrouwerijen, de Robinson-schoenfabrieken, de Holland-Amerika Lijn, het Theebureau Koloniaal Instituut, Ford Nederland en de  Philips-fabrieken. 
Ook werkt hij als illustrator van boeken, o.a. 'Het Bruine Monster' van Han Hollander.
Vanaf 1944 woont Jan Wijga in Amsterdam op het adres Plantage Parklaan 6, waar hij zijn atelier op de zolderverdieping heeft. In 1957 verhuist Jan Wijga naar Eindhoven. Daar is hij op 10 december 1978 overleden.
- Biografisch Portaal: 47967518
- Digitale Bibliotheek voor de Nederlandse Letteren: wijg003
- International Standard Name Identifier: 0000 0003 9476 0651
- Nederlandse Thesaurus van Auteursnamen: 072691484
- RKD-Nederlands Instituut voor Kunstgeschiedenis: 84314
- Virtual International Authority File: 289296251
- WorldCat: E39PBJghk3bxQDcKxFXC64p3wC